# Carveol
Carveol is een monoterpenol met een geur en smaak die lijkt op munt en karwij. Carveol komt onder meer voor in aarmunt (spearmint) en kan als additief gebruikt worden in voedsel om er een muntsmaak aan toe te voegen.
De biosynthese van carveol gebeurt door oxidatie van (-)-limoneen.

## Isomerie
Carveol heeft verschillende isomere vormen:
- (-)-(1S,5R)-5-isopropenyl-2-methylcyclohex-2-en-1-ol, de voornaamste vorm in de natuur
- (+)-(1R,5S)-5-isopropenyl-2-methylcyclohex-2-en-1-ol
- (+)-(1S,5S)-5-isopropenyl-2-methylcyclohex-2-en-1-ol
- (-)-(1R,5R)-5-isopropenyl-2-methylcyclohex-2-en-1-ol